# Distrito de Pias
Pías es un distrito (municipio) situado en la provincia de Pataz, en el departamento de La Libertad, Perú. Según el censo de 2017, tiene una población de 1656 habitantes.
Desde el punto de vista jerárquico de la Iglesia católica forma parte de la Prelatura de Huamachuco.

## Historia
Asegurada la independencia, la nueva demarcación territorial que promulgó el Libertador Bolívar crea la provincia de Pataz con la fusión de  tres corregimientos: Pataz, Collay y Caxamarquina (este último hoy Bolívar). En ella se encontraba el territorio del actual distrito de Pías. El distrito fue creado mediante Ley del 31 de octubre de 1955, en el gobierno del Presidente Manuel Odría.

## Geografía
Abarca una superficie de 371,67 km².

## Autoridades

### Municipales
- 2023 - 2026
  - Alcalde: Giomar Roberto Villanueva Correa
- 2018 - 2022[4]
  - Alcalde: Amaro Cueva Salvatierra
  - Regidores: Santos Ynga Anampa (1), Consuelo Ponce Capa (2),  Abel Yuvan Mattos Castañeda (3), Gonzalo Cueva Zavaleta (4), Esser Gavidia Pino (5).[5]
- 2015 - 2018
  - Alcalde: Giomar Roberto Villanueva Correa
- 2011 - 2014
  - Alcalde: Giomar Roberto Villanueva Correa
- 2007 - 2010
  - Alcalde: Sixto Manuel Cueva Lezama, Partido Acción Popular (AP).
- 2003 - 2006
  - Alcalde: Sixto Manuel Cueva Lezama, Partido
- 1998 - 2002
  - Alcalde: Andrés Salvatierra Crespin
- 1997 - 2001
  - Alcalde: Marcial Huaman Ruiz / Andrés Salvatierra Crespin
- 1992 - 1996
  - Alcalde: Marcial Huaman Ruiz